# El Prado
El Prado é um distrito do Peru, departamento de Cajamarca, localizada na província de San Miguel.

## Transporte
O distrito de El Prado é servido pela seguinte rodovia:
- CA-100, que liga a cidade de Catilluc ao distrito de San Gregorio[1][2][3]